# Scoglio dell'Ulivo
(Antonio De Salvo)
Lo Scoglio dell'Ulivo è situato a Palmi, in località Tonnara, in un tratto di mare della Costa Viola. È uno scoglio-isoletta che sorge a pochi metri dalla costa, ma non è legato ad essa, alla cui sommità è nata e cresciuta una pianta di olivo, da cui ne deriva appunto il nome. In dialetto locale è conosciuto con il nome di Luvareddhra. Anche in un ulteriore scoglio vicino si è sviluppata una pianta di ulivo e questo gruppo di scogli è chiamato nella cartografia IGM scogli Agliastro (dal dialettale Agghjastru, cioè «con oleastro»).

## L'Olivo

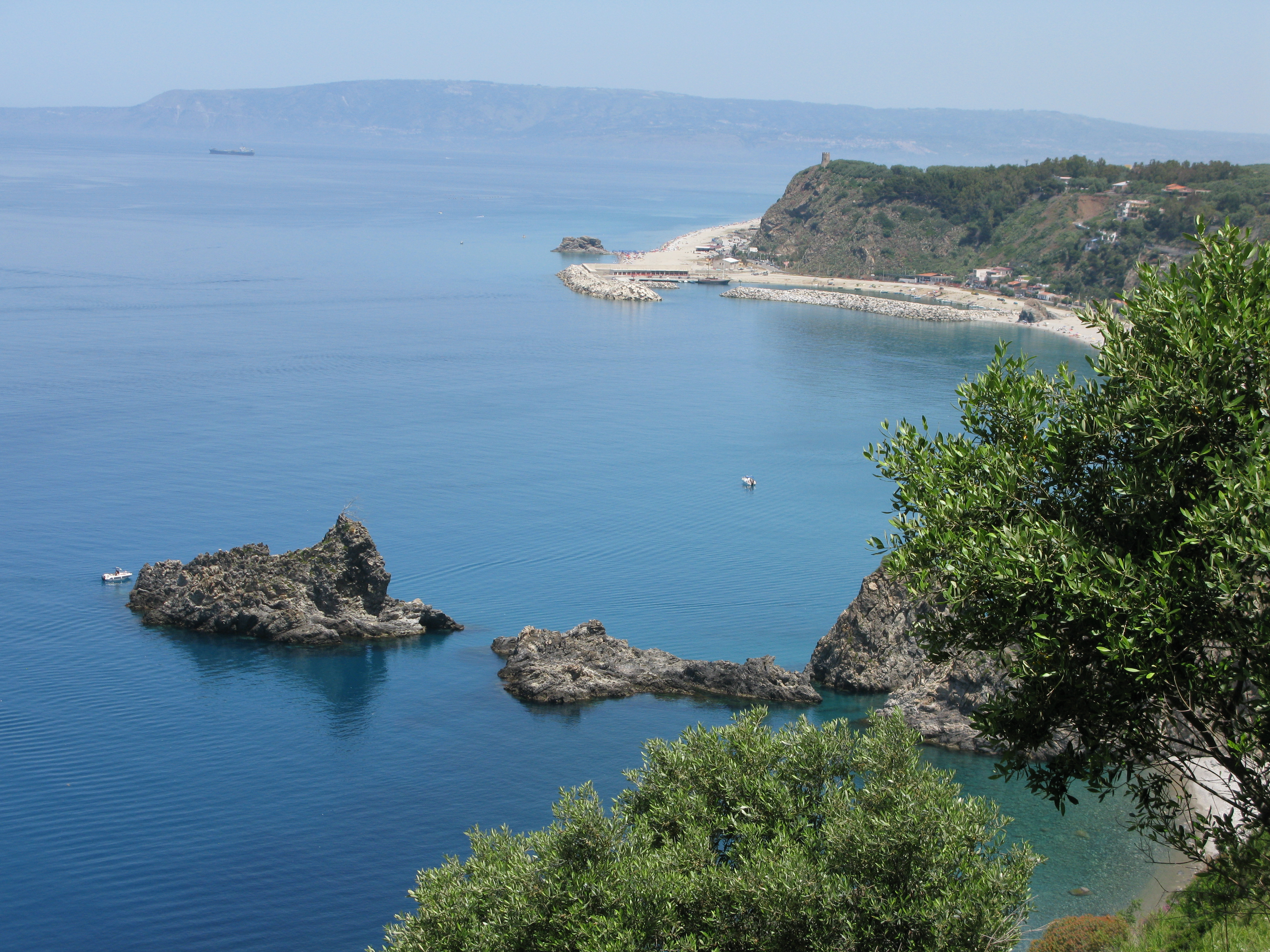
Lo scoglio dell'Ulivo nel contesto della baia della Tonnara di Palmi.

La pianta è un olivastro (Olea europea L.), classe Magnoliopsida, ordine Scrophularikales, famiglia delle Oleaceae, detto olivo selvatico, abbastanza diffuso nella zona. L'età della vecchia pianta può essere indicata ragionevolmente in più secoli.
Il tronco e la stessa pianta costituiscono una sorta di "monumento naturale" che, da sempre, ha connotato lo scoglio dandole pure il nome. La pianta è un naturale "unicum scultoreo", con giochi di vuoto e di pieno, di luci e di trasparenze, formati dal particolare
intreccio dei suoi rami, dalle sue radici e dal medesimo tronco contorto e levigato dal tempo, impreziosito dalla materia plasmata dalla natura, incontrastata per secoli, fatta di vento, salsedine, sole e pioggia.
Il 31 dicembre 1979 caddero alcuni massi dello scoglio, dalla sua sommità, spezzando alcune radici della pianta.
Il 16 giugno 2012, l'associazione palmese Aura Loci ha provveduto alla messa in sicurezza della vecchia pianta e alla messa a dimora di un virgulto della stessa specie.

## Il secondo scoglio con ulivo

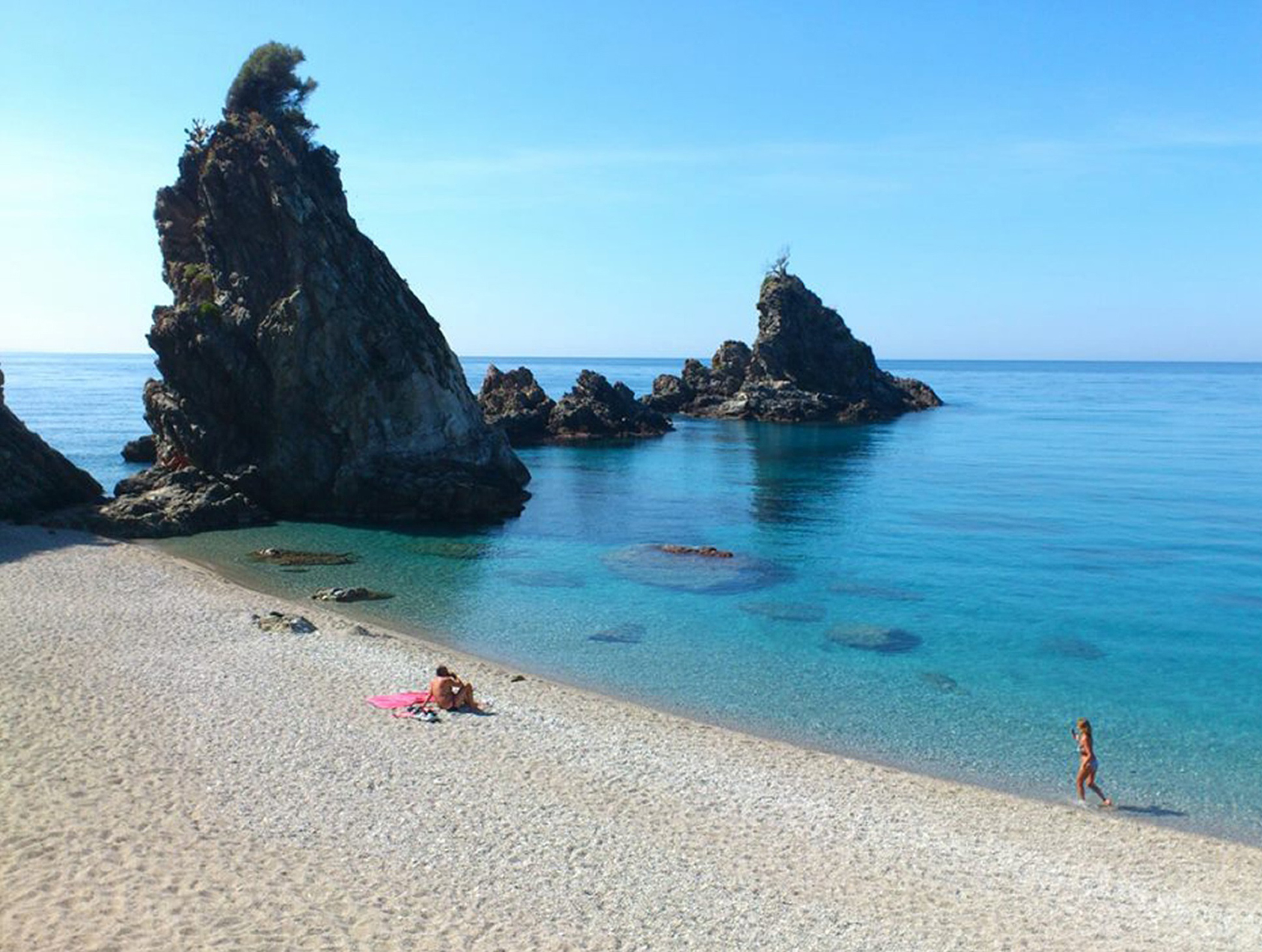
Gli scogli Agliastro con, in primo piano, il secondo olivo.

Nel corso del XX secolo, anche sullo scoglio posto fra la terraferma e lo "Scoglio dell'Ulivo", si è sviluppata una pianta di olivo. Pur non conoscendo l'eta' esatta della pianta, sappiamo che probabilmente ha meno di cent'anni in quanto non figura nelle cartoline di inizio novecento. Durante la crescita, ha formato un tronco con ceppaia grande circa un sesto rispetto all'albero dello scoglio maggiore.

## Riconoscimenti

Francobollo emesso nel 1987.

Lo scoglio dell'Ulivo è il soggetto centrale del francobollo "Palmi", emesso dall'Istituto Poligrafico e Zecca dello Stato nel 1987 all'interno della serie "turismo" (14ª edizione). Il disegno è opera di Egidio Vangelli ed ebbe una tiratura di 5 milioni di copie.